# 7-я механизированная дивизия (Сирия)
7-я механизированная дивизия (араб. فرقة المشاة الآلية السابعة‎) — тактическое соединение Сирийской арабской армии.

## История

### Война Судного дня
Дивизия, сформированная как 7-я пехотная дивизия, была ключевым компонентом сирийских ударных сил в Войне Судного дня 1973 года, участвуя в некоторых из самых тяжёлых боёв на Голанских высотах, особенно в метко названной «Долине слёз». Дивизия с приданной ей бронетанковой бригадой потеряла большое количество танков при попытке прорвать израильскую оборону. Командиром дивизии был Омар Абраш.
Хотя номинальная численность сирийской дивизии составляла около 10 000 человек, 200 танков, 72 артиллерийских орудия и такое же количество ЗРК и зенитных установок, 7-я пехотная дивизия во время войны имела только 80 % своих танков и БТР. Кроме того, несмотря на то, что дивизия была обозначена как пехотная, по сути, она была механизированной.
В 1973 году оснащение, организация, тактика и подготовка дивизии были практически идентичны оснащению, организации, тактике и подготовке 5-й пехотной дивизии во время её действий в Иордании.
Из-за больших потерь, понесённых дивизией во время битвы в долине слёз, одну из бригад дивизии пришлось вывести из боя на 3 дня, прежде чем её реорганизовали в батальон.
В августе 2012 года Мохамед Мусса аль-Хайрат, которого называли командиром дивизии, перешёл на сторону Иордании.

### Гражданская война в Сирии
В ходе гражданской войны 7-я дивизия потеряла по меньшей мере четырёх командиров подразделений:
- генерал-майор Абдельрахман Ибрагим, командир 88-й пехотной бригады, убит в Джабаль-Завии, Идлиб, 24 июня 2013 года;
- бригадный генерал Сэм Султан, следующий командир 88-й пехотной бригады, убит в Кафразибе, Идлиб, в конце июля 2014 года;
- бригадный генерал Мухейль Ахмад, командир 68-й механизированной бригады, убит в Бейт-Тема, сельская местность Дамаска, 24 августа 2014 года;
- генерал Мухейль Ахмад, командир 68-й механизированной бригады, убит в Бейт-Тема в сельской местности Дамаска 9 августа 2014 года;
- и бригадный генерал Ракан Диаб, командир 137-го артиллерийского полка, убит в Кунейтре 15 июля 2018 года.

68-я бригада перешла из 7-й дивизии в 1-ю дивизию где-то в 2015 году. Однако во многих сообщениях на Фейсбуке, сделанных как военнослужащими 68-й бригады, так и на странице 7-й дивизии, бригада продолжала упоминаться как компонент 7-й дивизии до 2017 года. Элементы бригады также были развёрнуты вместе со 137-м артиллерийским полком 7-й дивизии в Дейр-эз-Зоре, а затем в Бейт-Джине во второй половине 2017 года. 241-й механизированный батальон 68-й бригады был одним из первых подразделений, развёрнутых в Дейр-эз-Зоре в 2011 году. Остатки батальона оставались здесь до 2017 года.
88-я бригада, которая долгое время дислоцировалась на севере Хамы/Идлиба, в начале 2015 года перешла в состав вновь созданной 6-й дивизии 4-го добровольческого штурмового корпуса, но понесла значительные потери во время наступления оппозиции весной 2015 года. Остальные части 7-й дивизии почти исключительно воевали на юге Сирии, по крайней мере, с конца 2017 года, хотя подразделения 137-го артиллерийского полка были развёрнуты в Дейр-эз-Зоре в марте 2017 года.
10 мая 2019 года верховное командование САА назначило генерал-майора Хуссама Луку ответственным за реорганизацию 7-й дивизии. Лука возглавлял отделение политической безопасности в Хомсе с 2010 по 2016 год, когда он стал помощником директора по государственной безопасности в Дамаске. В ноябре 2018 года его снова повысили до директора всего Управления политической безопасности Сирии. Лука находится в санкционном списке ЕС с 2012 года и обвиняется в пытках тех, кто находится под его опекой.